# Prix de beauté
Pour plus de détails, voir Fiche technique et Distribution.
Prix de beauté (autre titre : Miss Europe) est un film français réalisé par Augusto Genina en 1930 avec Louise Brooks dans le rôle principal.

## Synopsis
Lucienne Garnier, jolie dactylographe, envoie sa photo au concours de Miss France à l'insu d'André, son fiancé jaloux. Elle remporte le prix et part brusquement, entraînée vers la nouvelle vie qui s'offre à elle, pour concourir et finalement remporter le titre de Miss Europe. André part la retrouver et lui lance un ultimatum : rentrer avec lui sous une heure ou ne plus jamais le revoir. Par amour, elle renonce au monde luxueux qui lui était promis. Mais rapidement, sa vie misérable et ennuyeuse avec un André toujours plus jaloux lui pèse...

## Fiche technique
- Titre : Prix de beauté
- Réalisateur : Augusto Genina, assisté d'Edmond T. Gréville
- Scénario : Augusto Genina, René Clair, Bernard Zimmer et Alessandro De Stefani d'après une idée de René Clair et G. W. Pabst
- Décors : Robert Gys
- Costumes : Jean Patou
- Photographie : Rudolph Maté
- Montage : Edmond T. Gréville
- Musique : René Sylviano
- Société de production et de distribution : Sofar Film, Paris
- Format : Noir et blanc - Muet sonorisé et doublé - 1,33:1
- Durée : 93 minutes
- Genre : Drame
- Date de sortie : 1er août 1930

## Distribution
- Louise Brooks : Lucienne Garnier
- Georges Charlia : André
- Augusto Bandini : Antonin
- André Nicolle : le secrétaire du journal
- Marc Ziboulsky : le manager
- Yves Glad : le maharajah
- Alex Bernard : le photographe
- Gaston Jacquet : le Duc
- Jean Bradin : Prince de Grabovsky

## Commentaires
- C'est René Clair qui devait initialement mettre en scène Prix de beauté, d'après un scénario qu'il avait lui-même écrit. Mais en raison d'une brouille avec la production, le projet lui échappa. De son projet initial, René Clair ne reconnaîtra dans le film que la scène finale.

- Prix de beauté fut tourné en muet avant d'être sonorisé, assez lourdement, ce qui donne une impression étrange de collage sans fluidité : des doublages plaqués, des scènes de transition – plans de foules – qui semblent abusivement rallongées pour permettre aux messages diffusés par haut-parleurs de tenir en place, des acteurs qui jouent tantôt en muet (avec des bavardages répétitifs en brouhaha) tantôt en parlant (avec cette fois des dialogues écrits), etc. Tout cela donne une impression documentaire : du cinéma mi-commercial mi-d’art, à la charnière entre muet et parlant, ce qui aboutit à un film peu estimé à l’époque de sa sortie, mais riche aujourd’hui en ce qu’il montre parfaitement les défis narratifs des débuts du parlant.

- S’y ajoute la présence de Louise Brooks, actrice devenue légendaire, l’une de ces superstars des années vingt qui ne retrouva jamais son statut de vedette après les années trente.